# Cruel and Unusual (fumetto)
Cruel and Unusual è un fumetto scritto da Jamie Delano e Tom Peyer e disegnato da John McCrea e Andrew Chiu. Originariamente serializzato in una serie limitata a colori di 4 numeri nel 1999 da parte della Vertigo, collana della DC Comics, è stato poi raccolto nel 2007 in un volume in bianco e nero da parte della Desperado Publishing, e nel 2013 per il pubblico italiano da parte della Green Comm Services.

## Descrizione
La serie tratta la questione della privatizzazione e della spettacolarizzazione della carcerazione e delle esecuzioni capitali, portando il tema alle estreme conseguenze.